# Ulta
El nevado Ulta es una montaña de la Cordillera Blanca, que forma parte de los Andes peruanos. Su extensión comprende las provincias de Asunción y Carhuaz. Alcanza su máxima elevación a los 5.875 m s. n. m. y el nivel de la nieve de su glaciar desciende hasta los 4.920 m s. n. m.
La montaña es parte del macizo montañoso denominado Macizo Copa, que ocupa la parte central de la Cordillera Blanca. El hecho de que el valle que separa esta montaña del Macizo del Huascarán toma el nombre de Quebrada Ulta a pesar de que al otro lado existen gigantes como el Chopicalqui y el Huascarán (6.768) es un recordatorio de la grandeza de esta montaña, que tiene en su lado norte, una pared de casi 1000 m.

## Ascensos
Después de varios intentos fallidos, se logró su cumbre el 8 de julio de 1961 por Kurt Bogner, Günter Kämpfe, Richard y Donald Hechtel Liska. Después continuó inalcanzable hasta 1977 cuando se abrió una nueva ruta en el muro norte-oeste por Cheesmond D. y P. Dawson; esta pared se ha convertido en una dura prueba para algunos de los montañeros más emprendedores de todo el mundo. En julio de 2008, el esloveno Viktor Mlinar completó una nueva ruta en la cara sur.